# My Darkest Days (album)
| Recensione | Giudizio |
| ---------- | -------- |
| AllMusic   |          |

My Darkest Days è l'album di debutto dell'omonimo gruppo musicale canadese. Pubblicato il 21 settembre 2010 dalla 604 Records, è stato prodotto da Joey Moi e Chad Kroeger.

## Tracce
1. Move Your Body – 3:13 (Matt Walst, Chad Kroeger)
2. Porn Star Dancing (feat. Zakk Wylde & Chad Kroeger) – 3:18 (Walst, Kroeger, Joey Moi, Ted Bruner)
3. Every Lie – 2:56 (Walst, Neil Sanderson, Harry Hess, Casey Marshall)
4. Like Nobody Else – 3:41 (Walst, Kroeger)
5. The World Belongs to Me – 3:42 (Walst, Moi, Kroeger, Kevin Rudolf, Jacob Kasher, Jamaal Sublett, Dustin Moore)
6. Save Me – 3:41 (Walst, Moi, Kroeger)
7. Set It on Fire (feat. Orianthi) – 3:27 (Walst, Moi, Bruner)
8. Come Undone (feat. Jessie James) – 4:08 (Simon LeBon, Nick Rhodes, John Taylor, Warren Cuccurullo)
9. Can't Forget You – 3:53 (Walst, Kroeger, Marshall, Gavin Brown)
10. Goodbye – 3:59 (Walst, Kroeger, Marshall, Moi)
11. Porn Star Dancing (feat. Chad Kroeger & Ludacris) – 3:25 (Walst, Kroeger, Moi, Bruner)

Tracce bonus dell'edizione Best Buy
1. Without You – 4:22
2. Still Worth Fighting For – 3:17 (Walst, Moi, Kroeger, Gavin Brown, Mitch Allan)

Traccia bonus dell'edizione iTunes
1. Fucked Up Situation – 3:38 (Walst, Kroeger, Moi, Bruner)

## Formazione
- Matt Walst – voce, chitarra ritmica
- Sal Costa – chitarra solista, cori
- Brendan McMillan – basso, cori
- Doug Oliver – batteria

## Classifiche
| Classifica (2010)         | Posizione massima |
| ------------------------- | ----------------- |
| Canada                    | 11                |
| Stati Uniti               | 38                |
| Stati Uniti (alternative) | 9                 |
| Stati Uniti (digital)     | 23                |
| Stati Uniti (hard rock)   | 3                 |
| Stati Uniti (rock)        | 12                |